# Urselbach
Der Urselbach ist ein etwa 16 km langer Bach im Taunus und ein nordwestlicher und orographisch rechter Zufluss der Nidda, der in Hessen im Hochtaunuskreis und im Gebiet der kreisfreien Stadt Frankfurt am Main verläuft.

## Name
Eine Deutung des Namens Ursel(bach) gibt Hans Krahe. Er leitet die Belege 800 Ursalla, 821 Ursela 791 in uilla Ursella letztlich aus dem Illyrischen ab. Er analysiert das Hydronym als alteuropäisch mit Suffix -elâ gebildet aus illyrisch *urs-elâ zu altindisch versati „es regnet“.

## Geographie

### Verlauf

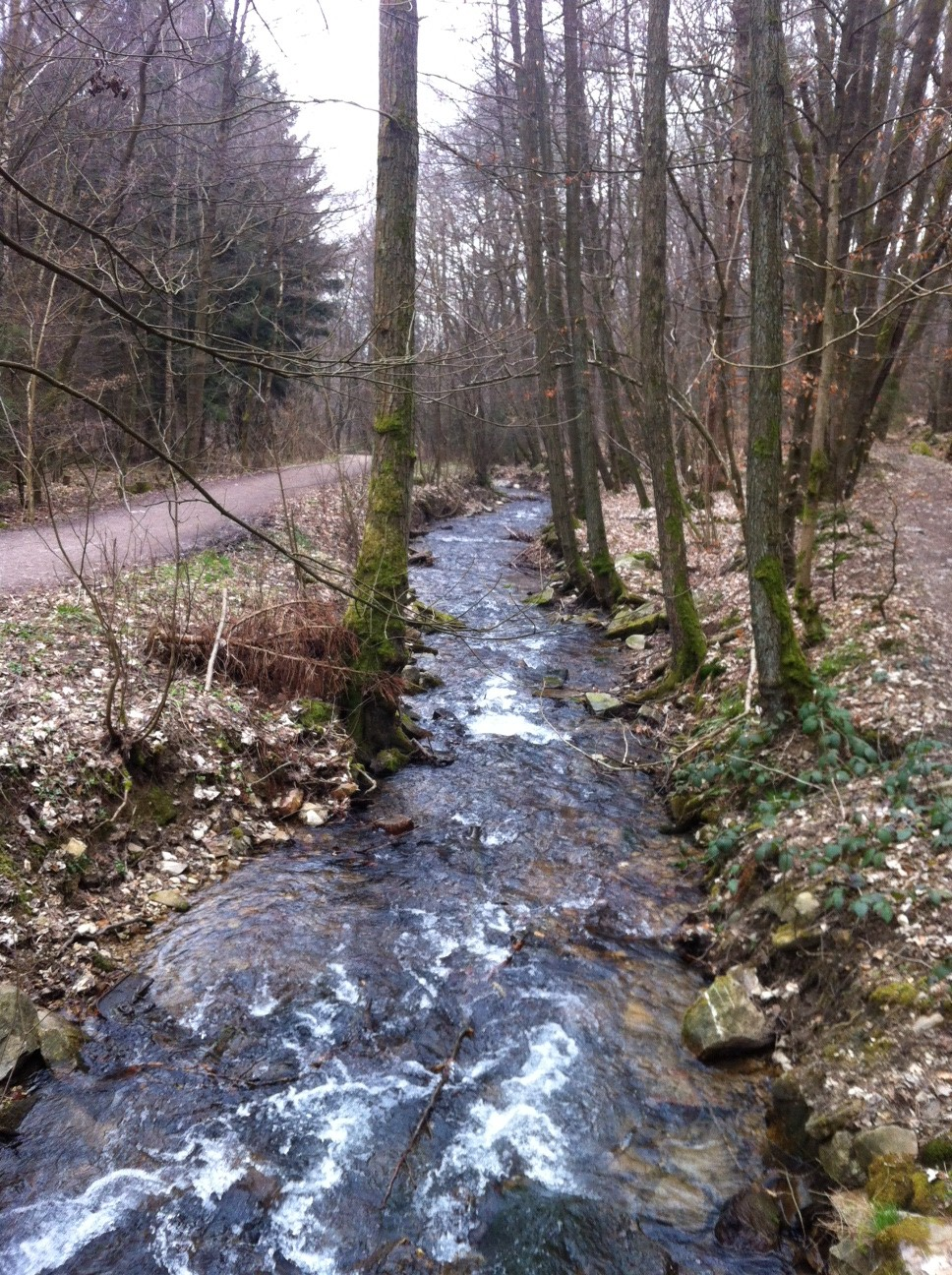
Urselbach kurz vor Oberursel-Hohemark, Blick südostwärts in Fließrichtung (2015)

Der Urselbach entspringt im Vordertaunus im nordwestlichen Teil der Hohemark in der Gemarkung Oberursel. Seine Quelle liegt etwa 6 km nordwestlich des Oberurseler Kernorts auf dem Nordhang der Weißen Mauer (634 m ü. NHN) direkt nördlich des durch Wald verlaufenden Oberen Maßbornweges auf etwa 470 m Höhe. Am nördlich gegenüberliegenden Berghang verläuft zwischen Oberursel und dem Gebirgspass Sandplacken (669 m) die Landesstraße 3004.
Neben dem etwa 200 m langen Rinnsal, das der Quelle des Urselbachs in Richtung Norden entfließt, speisen den Oberlauf des Fließgewässers sieben Quell- bzw. Zuflüsse, die alle wesentlich länger als das eigentliche Quellrinnsal sind. Sie tragen die folgenden Namen: Dreiborn, Hanswagnerborn, Buchborn, Hermannsborn, Kauteborn und Schellbach. Die Quellzone des siebten Baches hat keinen Namen. Etwas abwärts heißt dieses Bächlein jedoch Maßborn (Massborn). Die Quellen dieser Bäche sind in der Regel Schichtquellen. Sie befinden sich meist an der Grenze des besser durchlässigen Hermeskeilsandsteins über dichten Bunten Schiefern oder bei Hochstau des Kluftgrundwassers auch etwas höher. Als Hauptquelle des Urselbaches galt früher der Buchborn, was zum Beispiel aus einem alten Kupferstich aus dem Jahre 1734 von P. Fehr hervorgeht. Heute werden die Quellen größtenteils zur Trinkwassergewinnung genutzt. Der Schellbach wurde früher großräumig zu einem Mühlgraben auf der südlichen Talseite des Haidtränkbaches (u. a. auch Haidttränkebach genannt) umgeleitet. Damit kam auch sein Wasser den Turbinen der früheren Spinnerei zugute.
Talabwärts fließen die beiden etwa gleich großen Hauptquellbäche, Maßborn und Buchborn, etwas unterhalb der eigentlichen Quelle des Urselbachs auf etwa 405 m Höhe zusammen und bilden das dort auch Haidttränkebach genannte und anfangs ostwärts strebende Fließgewässer. Es hat durch Begradigungsmaßnahmen beim Ausbau der Kanonenstraße und vor allem in den 1960er Jahren an ökologischem Wert eingebüßt. Von früheren Baumaßnahmen künden noch einige quer verlaufende Dämme. Reste ökologisch bedeutsamer Erlenbrüche mit Torfmoosen, Kappenhelmkraut, Gilbweiderich und Sumpfsegge sind jedoch noch vorhanden.
Nahe dem ehemaligen Gasthaus Heidetränke (auch Haidetränke genannt), das im Bachtal auf dem unteren Südwesthang des Berges Goldgrube (492 m) steht, wird die Trinkwasserversorgung der Stadt Oberursel ergänzend durch Brunnenbohrungen gesichert. Ein Pegel zeigt an, wenn der Bach wenig Wasser führt und die Wasserförderung zurückgefahren werden muss. Mittlerweile verliert der Bach jedoch auch Wasser durch tiefliegende Kanäle in den Neubaugebieten am Rande seiner Ufer. In niederschlagsarmen Jahren kann er daher in Oberursel trockenfallen. Ab dem unterhalb des ehemaligen Gasthauses gelegenen Austritt aus dem Vordertaunus, bei Passieren beider Berge, heißt der überwiegend in südöstlicher Richtung fließende Bach nur noch Urselbach.
Kurz danach wechselt der Urselbach aus dem Wald in ein Wiesengebiet. Er unterquert die Bundesstraße 455 und erreicht das Stadtgebiet von Oberursel. In Oberursel fließt der Bach ab seinem km 6,8 für 700 m Strecke in südlicher Richtung, um dann wieder südostwärts zu verlaufen. Östlich des Stadtteils Stierstadt durchquert er den Stadtteil Weißkirchen.
Nach der Unterquerung der Bundesautobahn 5 erreicht der Urselbach das Gebiet der kreisfreien Stadt Frankfurt. Er durchfließt den Stadtteil Niederursel, um schließlich im Stadtteil Heddernheim auf 102 m Höhe in den dort von etwa Nordosten kommenden Main-Zufluss Nidda zu münden.

### Einzugsgebiet und Zuflüsse
Das Einzugsgebiet des Urselbachs ist 33,32 km² groß. Zu seinen Zuflüssen gehören (flussabwärts betrachtet; auch bei Kilometrierungsangaben in Spalte Einmündung):
| Name              | GKZ      | Lage   | Stat. in km | Länge in km | Mündungshöhe in m ü. NHN | Mündung Koordinaten      |
| ----------------- | -------- | ------ | ----------- | ----------- | ------------------------ | ------------------------ |
| Maßborn           | 24894-12 | links  | 15,8        | 2,7         | 450                      | Oberursel (⊙)            |
| Schellbach        | 24894-16 | links  | 14,9        | 1,5         | 432                      | Oberursel (⊙)            |
| Stierstädter Bach | 24894-4  | rechts | 6,0         | 3,3         | 150                      | Oberursel-Stierstadt (⊙) |

1. ↑  Gewässerkennzahl, in Deutschland die amtliche Fließgewässerkennziffer mit zur besseren Lesbarkeit eingefügtem Trenner hinter dem Präfix, das einheitlich für den allen gemeinsamen Vorfluter Urselbach steht.

### Flusssystem Nidda
- Fließgewässer im Flusssystem Nidda

### Ortschaften
Die Ortschaften am Urselbach sind (flussabwärts betrachtet):
| - Oberursel - Oberursel-Stierstadt - Oberursel-Weißkirchen - Frankfurt-Niederursel - Frankfurt-Heddernheim |

## Daten
Der obere Teil des Urselbaches (die ersten 11 km bis zum Fluss-km 5) ist vom Typ ein silikatischer Mittelgebirgsbach und der untere Teil (ab Fluss-km 5) ein feinmaterialreicher karbonatischer Mittelgebirgsbach. Der Urselbach hat in seinem unteren Bereich einen mittleren Abfluss von 295,8 l/s.

## Bauwerke

### Brücken
Eine Vielzahl von Brücken führen über den Urselbach. Dazu gehören (flussabwärts betrachtet):
Oberhalb von Oberursel befindet sich über dem Urselbach nahe der Kanonenstraße nach Schmitten im Taunus die Kaiserin-Friedrich-Brücke, die unter Denkmalschutz steht.
Die größte Brücke ist die zwischen Weißkirchen und Niederursel stehende Urselbachtalbrücke der Bundesautobahn 5, die am 27. September 1936 während des Ausbaus der Reichsautobahn eröffnet wurde. Im Zweiten Weltkrieg wurde sie stark beschädigt. Im Jahr 1953 wurde eine Brückenhälfte vollendet, auf der der Verkehr notdürftig wieder fahren konnte. Für einen Aufwand von 1,3 Millionen Mark wurde die Brücke bis April 1957 wieder zweispurig hergestellt. 1972 wurde der dreispurige Ausbau der Brücke fertiggestellt. Der Aufwand für diese Baumaßnahme betrug 17 Millionen Mark und damit 4,5 Millionen Mark mehr als die ursprüngliche Planung. Im Zusammenhang mit dem geplanten Ausbau auf acht Spuren ist insbesondere die Forderung der Anlieger auf eine Lärmschutzwand Teil der öffentlichen Diskussion. Im Bereich des südsüdwestlichen Brückenwiderlagers befindet sich die Wüstung Mittelursel.
Die klassizistische Brücke über den Bach in der Spielsgasse in Niederursel wurde 1984 durch einen Stahlbetonneubau ersetzt. Erhalten ist ein denkmalgeschützter Brückenstein, der als Erinnerung neben der Brücke aufgestellt ist.

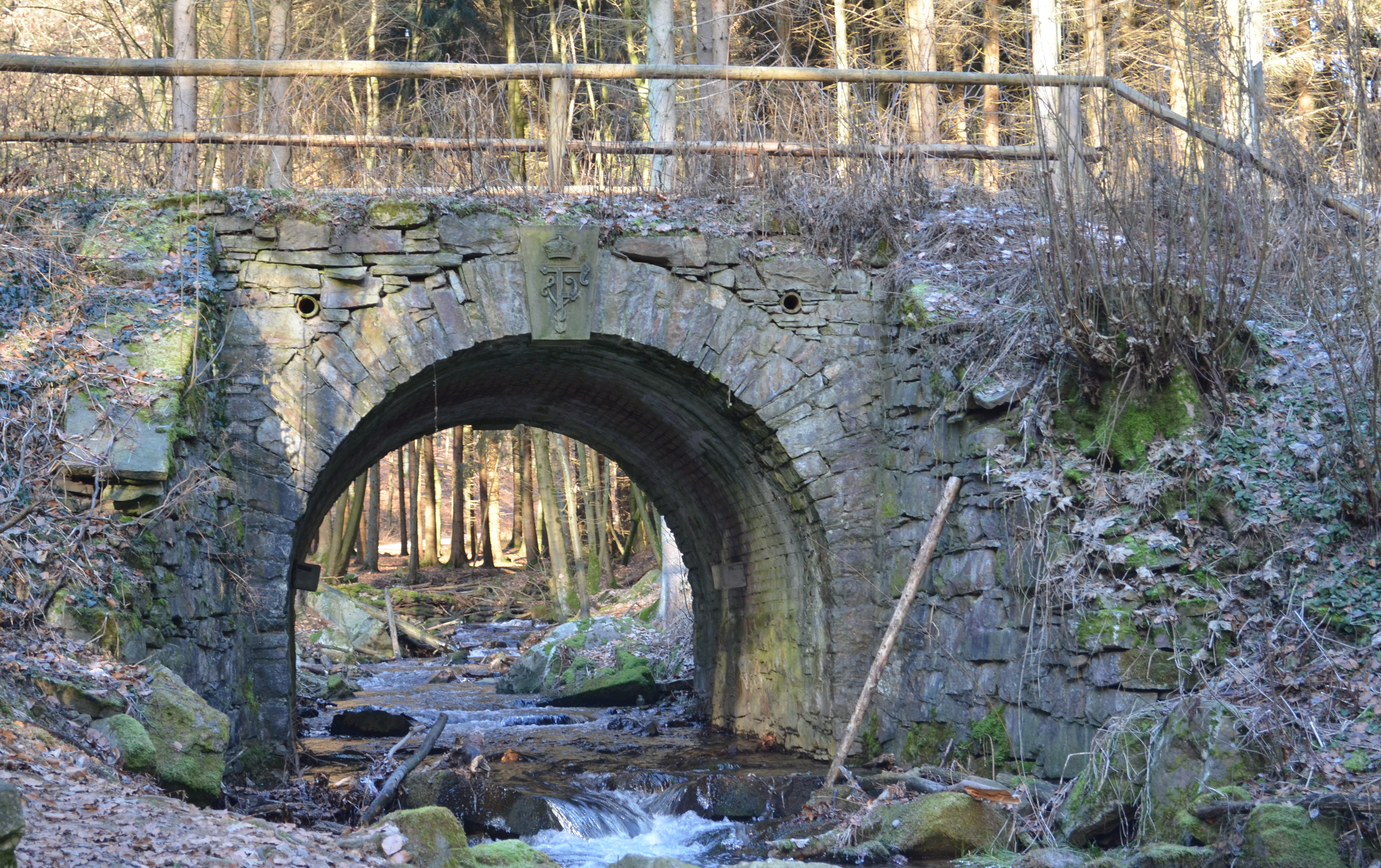
Kaiserin-Friedrich-Brücke über den Urselbach oberhalb von Oberursel
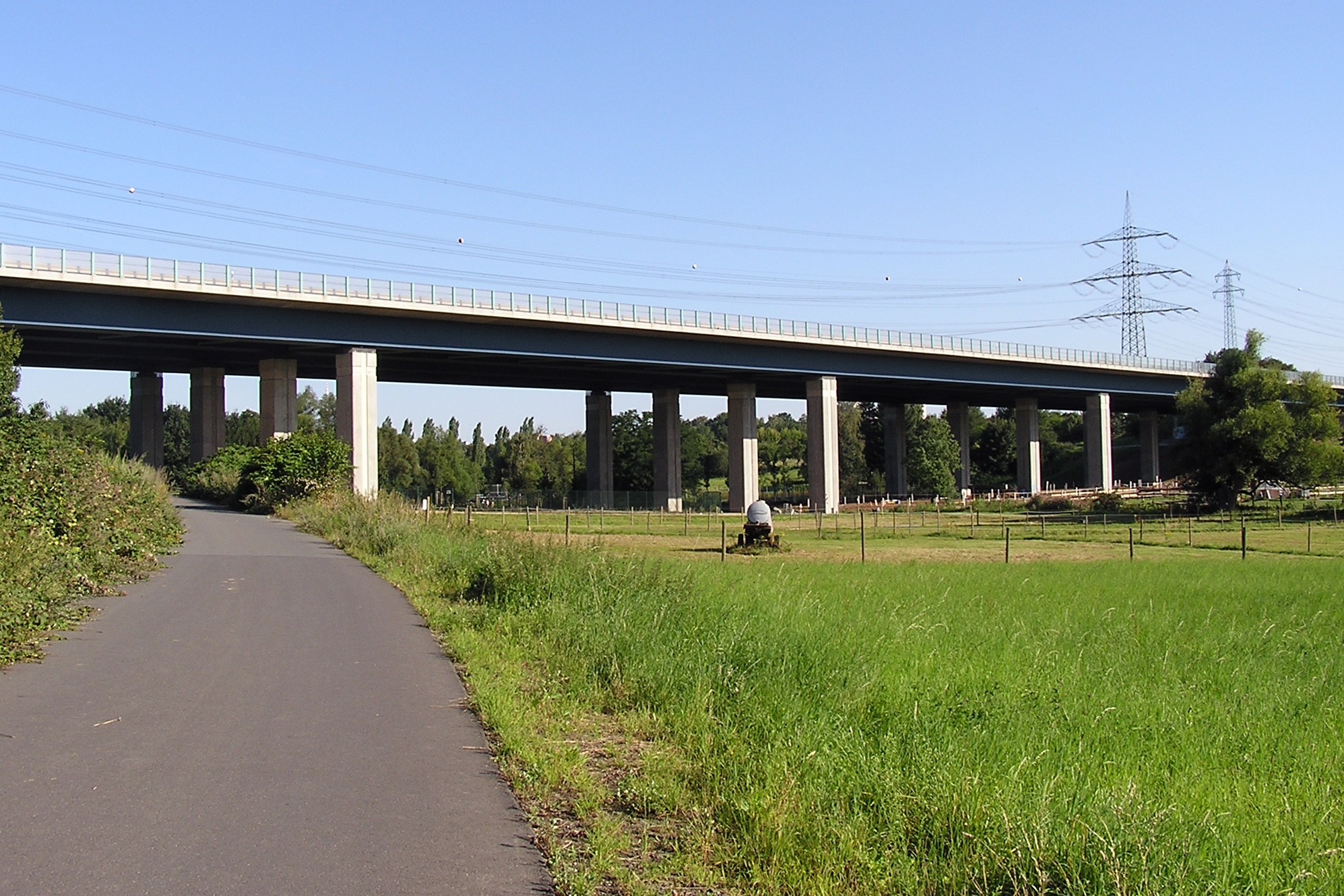
Urselbachtalbrücke der A 5 zwischen Weißkirchen und Niederursel
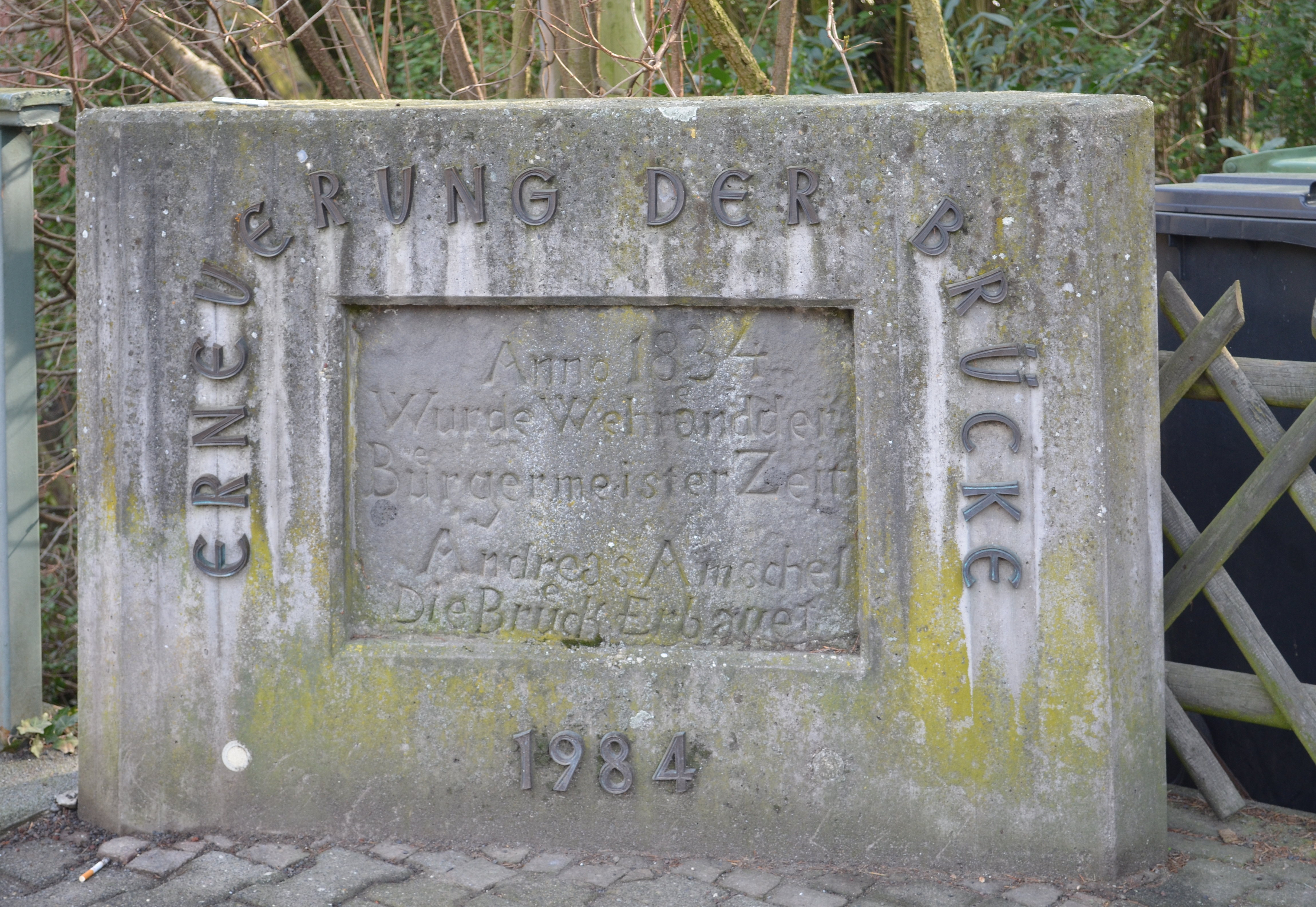
Brückenstein der Urselbachbrücke an der Spielsgasse in Niederursel

### Wassermühlen

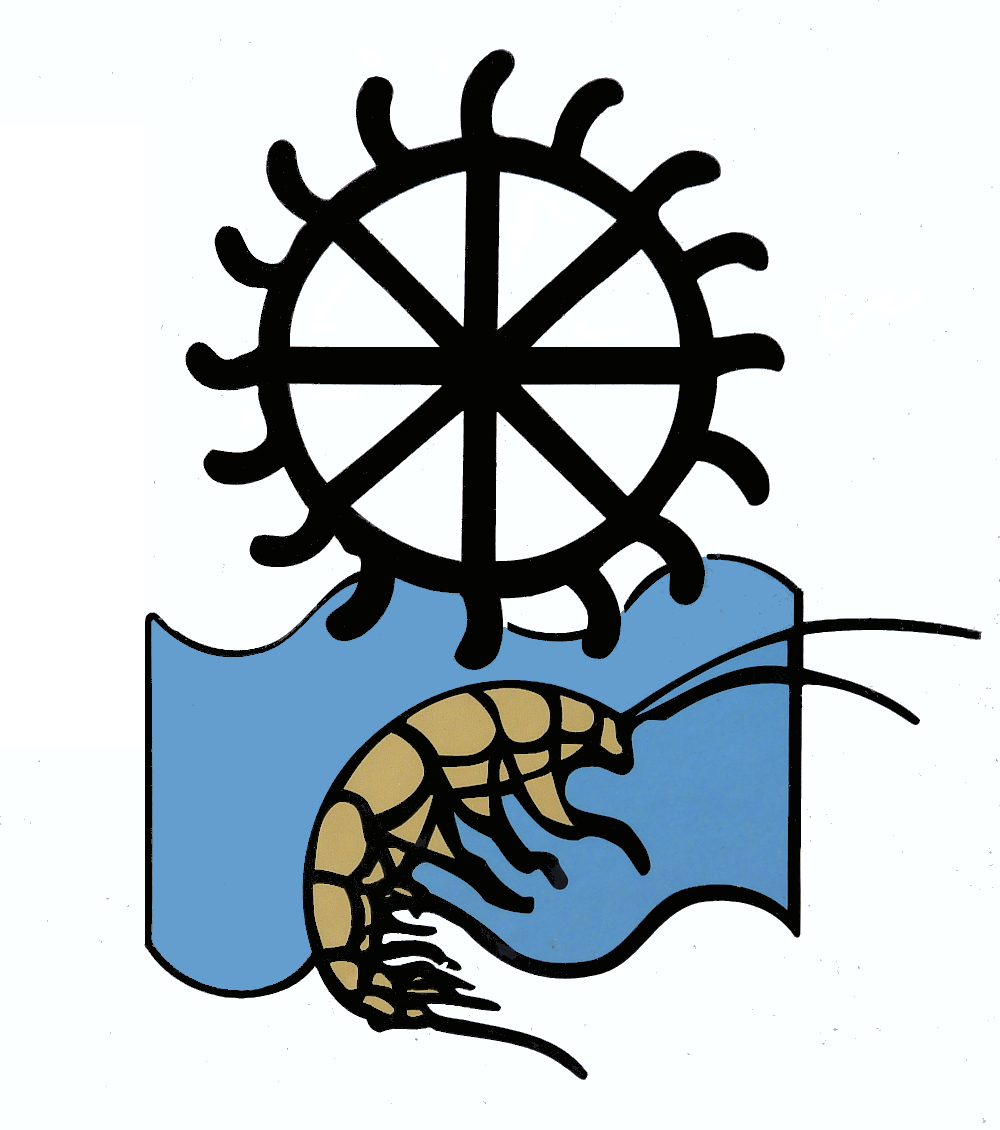
Signet des Mühlenwanderwegs am Urselbach, Lehrpfad zu historischen Mühlen und Naturräumen entlang des Bachlaufs

Der Urselbach führte bis ins 19. Jahrhundert genug Wasser und lieferte durch sein Gefälle (rund 250 Meter Höhenunterschied auf 15 Kilometern Fließstrecke) genügend Energie, um an seinem Lauf eine Vielzahl von Wassermühlen zu betreiben. Deren Wasserräder wurden entweder direkt vom Bachlauf (mit unterschlächtigen Rädern) oder über dafür angelegte Werkgräben (mit ober- oder rückenschlächtigen Rädern, über Mühlkanäle) angetrieben. Sieben dieser Mühlgräben, der längste davon über drei Kilometer lang, sind bis in die Gegenwart erhalten geblieben. Entlang des Urselbachs von Oberursel bis zur Mündung bei Heddernheim sind insgesamt 42 historische, die Wasserkraft nutzende Gewerbebetriebe bekannt; von 20 davon sind durch Abriss und jüngere Überbauungen keine oberirdisch sichtbaren Spuren mehr vorhanden.
In Oberursel trugen die durch die Wassermühlen ermöglichten Gewerbebetriebe, deren Erzeugnisse und die daraus resultierenden Steuereinnahmen, maßgeblich dazu bei, dass der Gemeinde im Jahr 1444 das Stadtrecht verliehen wurde. Im späten 15. Jahrhundert wurden im Stadtgebiet von Oberursel insgesamt 13 Mühlen gezählt (davon vier Walkmühlen, drei Schleifmühlen sowie je zwei Öl-, Loh- und Mahlmühlen); im 19. Jahrhundert waren noch acht davon in Betrieb. Dem ältesten in Oberursel erhalten gebliebenen Werkgraben wird ein Alter von 600 Jahren zugeschrieben.
Auf dem Gebiet des heutigen Frankfurter Stadtteils Niederursel, bis ins 19. Jahrhundert ein Kondominium der Freien Reichsstadt Frankfurt und der Grafschaft Solms-Rödelheim, befanden sich im Jahr 1885 insgesamt zehn Wassermühlen. Vier Fruchtmühlen, eine Tabaksmühle und eine Papiermühle befanden sich davon auf hessischem, zwei Fruchtmühlen, eine Farbmühle und eine Ölmühle auf frankfurterischem Gebiet. Von diesen zehn Mühlen sind sieben lokalisierbar:

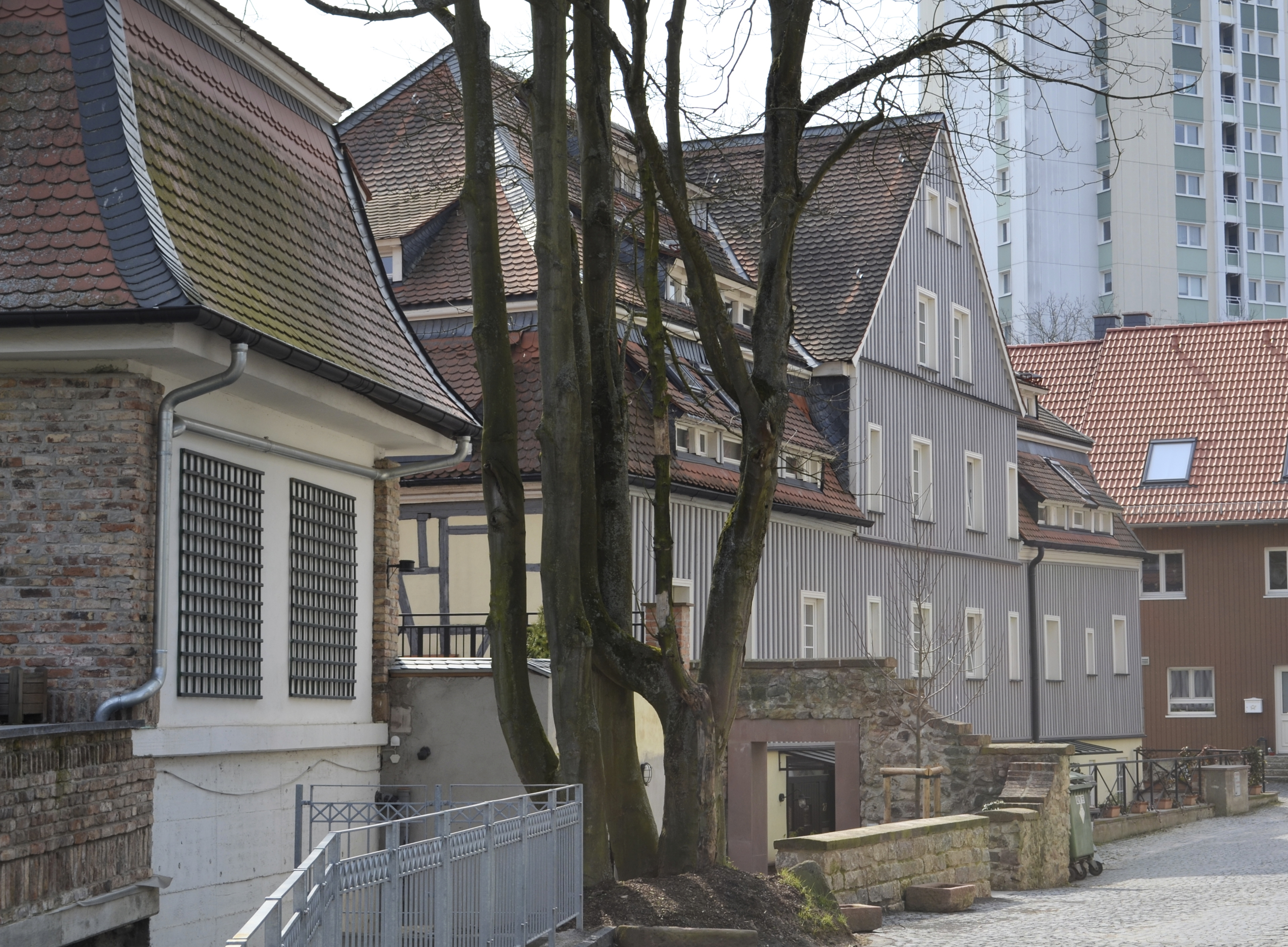
Papiermühle

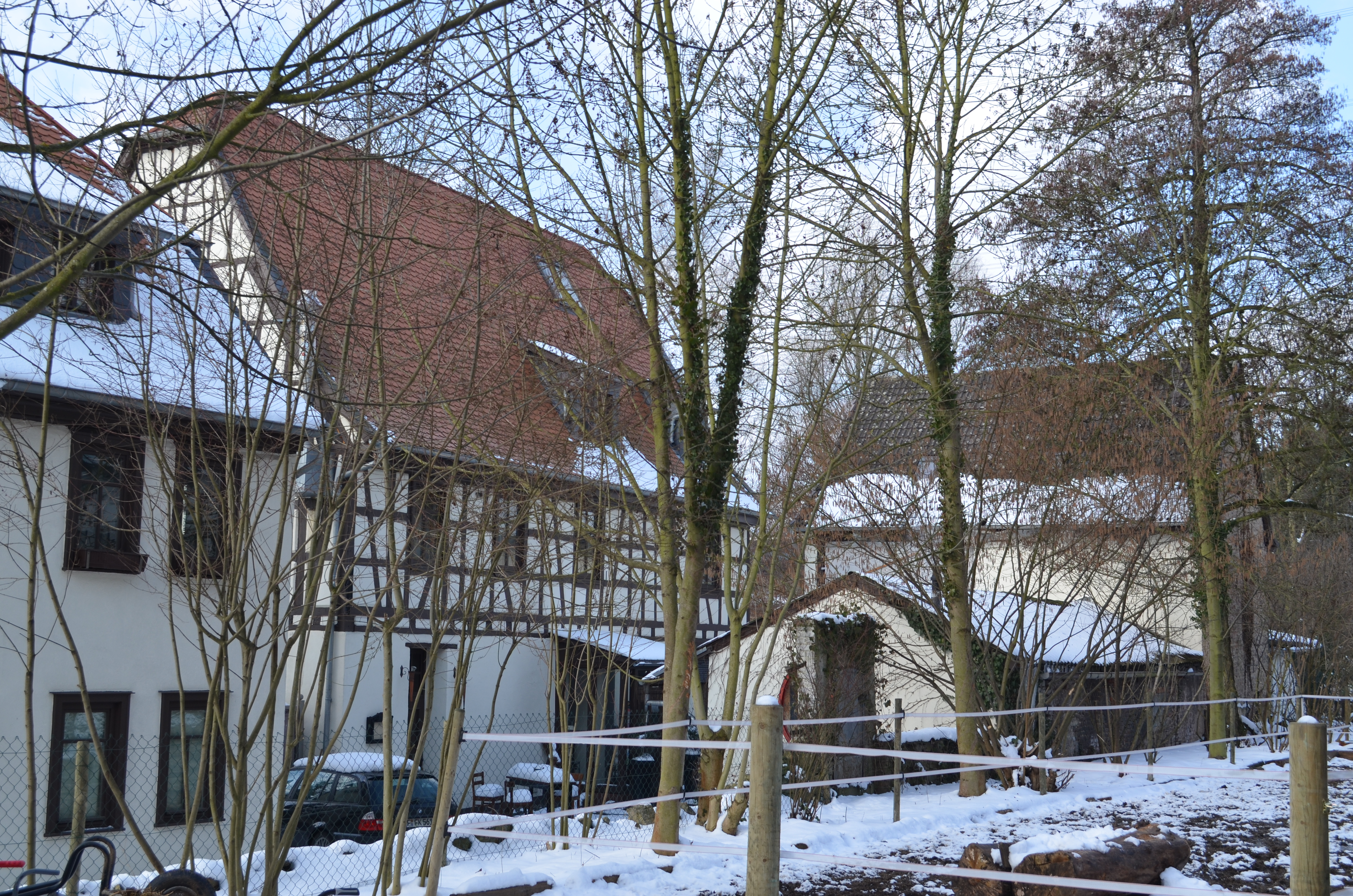
Unter- oder Kornettsmühle

- Die Krebsmühle wurde ab dem 17. Jahrhundert als Mahlmühle genutzt. In späteren Jahren war in der Mühle eine Brotfabrik untergebracht, deren Betrieb 1975 eingestellt wurde. Heute werden die Gebäude für Wohnungen und Gewerberäume genutzt.[18]
- Die Hohe Mühle diente ebenso wie die nachstehend genannte Papiermühle der Herstellung von Papier; gegenwärtig befinden sich darin verschiedene Kleinbetriebe sowie Wohnungen.[18]
- Die ehemalige Papiermühle beherbergt heute Wohnungen (barockes Fachwerkgebäude von 1695). Der Speicher der Untermühle am Urselbach hat charakteristische Schleppgauben der unter dem Dach befindlichen Trockenböden. Das Speichergebäude („Tabakscheune“) steht unter Denkmalschutz.
- Die Schila- oder Walkmühle, benannt nach dem Müller Jakob Schila, diente der Textilverarbeitung.
- Die Obermühle – früher Stalburg’sche Mühle nach Claus Stalburg, im frühen 16. Jahrhundert Frankfurter Ratsherr – war die Bannmühle von Niederursel, wahrscheinlich auf dem Gelände der ehemaligen Burg. Von 1720 bis 1876 wurde sie als Ölmühle, danach bis zum Jahr 1952 als Mahlmühle genutzt. Gegenwärtig ist in den Gebäuden der Niederurseler Reitclub beheimatet.[18] Im Rahmen von Baumaßnahmen wurde bis 2020 Ausgrabungen vorgenommen, bei denen deutliche Hinweise auf eine Burg gefunden wurden. Dazu zählten Holzpfosten aus der Zeit zwischen 1301 und 1379, steinerne Überreste und ein gepanzerter Handschuh.[19]
- Die Unter- oder Kornettsmühle wurde im Jahr 1695 von Kornett (Fähnrich) Heinrich Ludwig Heimburger, Sohn eines Niederurseler Schultheißen erbaut. Im Volksmund wurde sie wegen der großen Trockenscheune mit Mansarddach und Schleppgauben auch Tabaksmühle genannt. Sie könnte zum Trocknen von Papierfahnen gedient haben. Im Jahr 1699 ließ Heimburger in der Mühle mit Zustimmung des Hauses Solms einen Braukessel für das Brauen von Bier errichten, der kurze Zeit später im Auftrag des Rates der Stadt Frankfurt zerstört wurde. Im Jahr 1702 verkaufte Heimburger die Mühle an die Grafschaft Solms-Rödelheim und wurde dort als Verwalter eingesetzt.[20] Das barocke Fachwerkhaus von etwa 1746 und das ehemalige Mühlengebäude aus dem 17. Jahrhundert stehen unter Denkmalschutz.
- Die Christ- oder Neue Mühle diente der Metallverarbeitung.[21]

Eine nicht erhalten gebliebene, gegen Ende des 19. Jahrhunderts abgerissene Mühle am Unterlauf des Urselbachs im heutigen Stadtteil Frankfurt-Heddernheim gelangte durch eine dort getätigte Erfindung zu internationalem Rang: In der Sandelmühle, erst Getreide- und später Papiermühle wurde die besonders deckende Druckfarbe Frankfurter Schwärze entwickelt, die weite Verwendung bei der Herstellung von Kunstdrucken und Banknoten fand. Bis in die Gegenwart weisen der Straßenname An der Sandelmühle sowie der Name der U-Bahn-Station Sandelmühle, beide am Urselbach im östlichen Heddernheim gelegen, auf die Geschichte des Ortes hin.
In den 2000er-Jahren wurde entlang des Bachlaufs der Mühlenwanderweg am Urselbach eingerichtet, der mit zahlreichen Informationsstelen und mit einer von den Stadtverwaltungen von Oberursel und Frankfurt sowie vom Regionalpark Rhein-Main herausgegebenen, begleitenden Broschüre über die einstige gewerbliche Nutzung des Gewässers informiert.